# The Horn, Victoria
The Horn är ett berg i Australien. Det ligger i regionen Alpine och delstaten Victoria, omkring 200 kilometer nordost om delstatshuvudstaden Melbourne. Toppen på The Horn är 1 685 meter över havet.
The Horn är den högsta punkten i trakten. Runt The Horn är det mycket glesbefolkat, med 4 invånare per kvadratkilometer.. Närmaste större samhälle är Bright, omkring 18 kilometer öster om The Horn. 
I omgivningarna runt The Horn växer i huvudsak städsegrön lövskog. Genomsnittlig årsnederbörd är 1 334 millimeter. Den regnigaste månaden är juli, med i genomsnitt 152 mm nederbörd, och den torraste är januari, med 60 mm nederbörd.